# Emanuelzinho
Emanuel Pinheiro da Silva Primo Teixeira conhecido no meio político como Emanuelzinho (Cuiabá, 5 de janeiro de 1995) é graduado em Ciências Políticas, Gestão de Recursos Humanos e atualmente cursa Direito e Economia, áreas relacionadas às pautas defendidas em seu mandato. 
Emanuel é empresário e político brasileiro, está em seu segundo mandato consecutivo sendo titular na 57ª Legislatura do Congresso Nacional.
Atualmente, é vice-líder do Governo Lula na Câmara dos Deputados e membro das comissões de Finanças e Tributação; de Ciência, Tecnologia e Inovação; Comissão Especial sobre Alteração da Legislação do Imposto de Renda (PL 1087/25) e da Comissão Mista do Orçamento.

## História política
Começou sua trajetória na política ainda na liderança jovem de grupos políticos de Mato Grosso e ao se envolver como voluntário nas disputas proporcionais em 2016, começou a se preparar para então em 2018 ser eleito deputado federal pelo PTB aos 23 anos, com 76.781 votos.   
Em seu 1º mandato na Câmara dos Deputados, integrou as comissões de educação e defesa da mulher, temas que já lhe renderam duas Leis Federais sancionadas. 
Em 2021, o parlamentar assumiu a presidência da Comissão de Segurança Pública e Combate ao Crime Organizado. 
Nas eleições municipais de 2020, Emanuel Pinheiro Neto concorreu à prefeitura de Várzea Grande, ficando em terceiro lugar na disputa pelo posto do executivo municipal com 12,8% dos votos.
Reeleito deputado federal pelo estado de Mato Grosso em 2022, o deputado recebeu 74.720 votos .
Com base em seu desempenho eleitoral e posicionamentos, Emanuelzinho ganhou espaço no governo federal e, em fevereiro de 2023, o emedebista foi escolhido como vice-líder de Lula na Câmara dos Deputados.
Foi eleito pelo DIAP um dos "Cabeças do Congresso" (2023) e reconhecido em 2025 como "Parlamentar em Ascensão", também pelo Departamento Intersindical de Assessoria Parlamentar.

## Projeto de redução dos preços do combustível
Foi autor do Projeto de Lei Complementar 11/202, sancionado em 11 de março de 2022, no qual regulamenta dispositivo da Constituição Federal, que define os combustíveis sobre os quais incidirá uma única vez o Imposto sobre Operações Relativas à Circulação de Mercadorias e sobre Prestações de Serviços de Transporte Interestadual e Intermunicipal e de Comunicação (ICMS), ainda que as operações se iniciem no exterior.

## Atuação em nas áreas da Educação e Defesa da Mulher
Lei Federal de autoria de Emanuelzinho, escolas públicas e privadas de todo o Brasil contam desde 2022, com a Semana de Combate à Violência contra a Mulher, fruto do projeto de lei do deputado federal Emanuel Pinheiro Neto.  
A iniciativa foi construída no que Emanuelzinho fortalece como mandato popular, em conjunto com alunos do 7º ano (à época)  mato-grossenses.  
O deputado ainda foi um dos parlamentares que lutou e votou pela aprovação do Novo Fundeb e também, pelo piso dos educadores.    

## Trabalho de proteção e valorização dos trabalhadores
O parlamentar mato-grossense apresentou projetos de lei e participou de importantes votações com foco na garantia de direitos e na valorização de trabalhadoras e trabalhadores brasileiros de diversos segmentos. 
O PL 3539/2023, também conhecido como PL do entregador, busca proteger os trabalhadores de aplicativos de delivery da crescente onda de violência praticada por consumidores.
Já o Projeto de Lei 5375/20 determina a criação de um banco de dados nacional com informações unificadas, O objetivo é dar transparência ao processo de transferência desses profissionais e facilitar o deslocamento a pedido de servidores públicos para outro local de trabalho no sistema de permuta.
O PL 5458/2020 trata do piso salarial profissional nacional para os profissionais do magistério público da educação básica. O Projeto busca a valorização do piso salarial dos professores de acordo com o novo FUNDEB.
Apresentado também pelo parlamentar, o PL 4522/2019 tem como objetivo a implementação da Semana Nacional de Conscientização sobre os Direitos das Empregadas Domésticas, e tem a finalidade de divulgar, conscientizar e esclarecer a população sobre os direitos adquiridos pela classe. 
Ainda na pauta da defesa dos trabalhadores, Pinheiro foi o relator do Projeto de Lei que garantiu a isenção do Imposto de Renda para trabalhadores que ganham até dois salários mínimos. 
| Votações em defesa dos trabalhadores                                    |
| ----------------------------------------------------------------------- |
| Regulamentação do piso nacional da enfermagem                           |
| Piso dos agentes comunitários de saúde e agentes de combate às endemias |

## Comissão de Segurança Pública e Combate ao Crime Organizado
Em 11 de março de 2021, foi eleito presidente da Comissão de Segurança Pública e Combate ao Crime Organizadoda Câmara dos Deputados. 
Pela primeira vez em sua história, a comissão que é considerada umas das mais importantes do Congresso Nacional, é presidida por um parlamentar mato-grossense.
Em março de 2022, o deputado federal Emanuel Pinheiro Neto (MDB-MT) finaliza seu ano de presidência à frente da Comissão de Segurança Pública e Combate ao Crime Organizado, que sob direção do mato-grossense, bateu recorde de deliberações. Pelo menos 175 propostas entre projetos de lei e requerimentos foram apreciadas em 2021, o maior registro entre as legislaturas, que era de 154.

## Destaques políticos
- Após as eleições municipais de 2020, Emanuelzinho assumiu a presidência estadual do PTB em Mato Grosso. [18]
- Presidente da Comissão de Segurança Pública e Combate ao Crime Organizado - Câmara dos Deputados (2021)
- Eleito um dos "Cabeças do Congresso" pelo DIAP[19]
- Eleito duas vezes o deputado federal mais atuante de Mato Grosso pelo prêmio Top Empresarial[20]
- Eleito como "Parlamentar em Ascensão" pelo DIAP em 2025[10]